# Dorajaki
A dorajaki (どら焼き, どらやき, 銅鑼焼き, ドラ焼き; Hepburn: dorayaki) japán édességfajta, amely két, egymásra rakott palacsintára hasonlít. A tészta az eredetileg Portugáliából származó castellából áll, és a közepébe cukorral főzött azuki babból készült pasztát töltenek.
A dorajaki eredetileg egyrétegű volt, jelenlegi formáját 1911-ben Usagija találta fel, Tokió Ueno körzetében.
A japán nyelvben a dora szó gongot jelent, és mivel a sütemény gong alakú, ez lehet az édesség nevének az eredete. A legenda szerint az első dorajaki akkor készült, mikor egy Benkei nevű szamuráj a gongját annál a gazdánál hagyta, akinél bujdosott. A gazda ebben készítette el a palacsintáját, innen jön a dorajaki név.

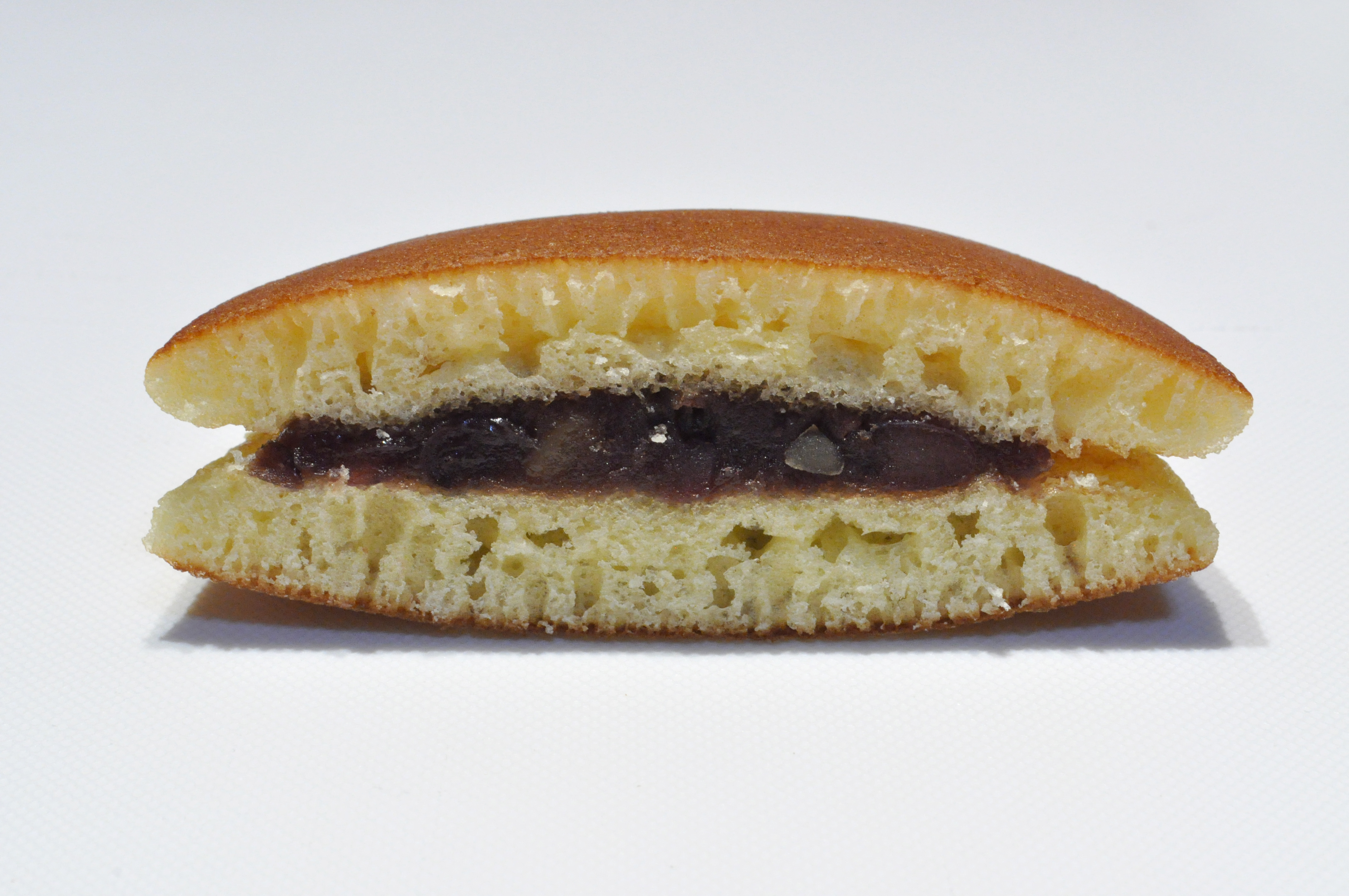
A dorajaki belseje

## Más elnevezés
Kansai régióban, például Narában és Oszakában az édességet gyakran mikaszának (三笠) nevezik. A szó eredeti jelentése tripla szalmakalap, de egyben a Vakakusa hegy egyik elnevezése. Ez a hegy Narában található, a helyiek sokszor gyönyörködnek benne, miközben mikaszát esznek. De Narában található a nagy népszerűségnek örvendő 30 cm átmérőjű óriás mikasza is.

## Előfordulása a modern kultúrában
A híres japán manga és anime karakter, Doraemon nagyon szereti a dorajakit, amely így a sorozat elengedhetetlen része lett. 2000 óta a Bunmeido cég minden év márciusában és szeptemberében limitált kiadású Doraemon Dorajakit dob piacra.
A népszerű japán-francia-német alkotás, A remény receptje (An, 2015) című film cselekménye szintén a dorajaki készítése körül összpontosul, ezen keresztül mutatja be két elesettnek tűnő ember igaz barátságát.
A mémkultúrában is felbukkan az étel: az interneten a mai napig megtalálható Oolong nyúl képe, aki – különböző egyéb tárgyak után – egy dorajakit egyensúlyoz a fején.

## Fordítás
Ez a szócikk részben vagy egészben a Dorayaki című angol Wikipédia-szócikk ezen változatának fordításán alapul.  Az eredeti cikk szerkesztőit annak laptörténete sorolja fel. Ez a jelzés csupán a megfogalmazás eredetét és a szerzői jogokat jelzi, nem szolgál a cikkben szereplő információk forrásmegjelöléseként.